# Heol-y-Cyw
Heol-y-Cyw är en by i Bridgend i Wales. Byn är belägen 25 km 
från Cardiff. Orten har 554 invånare (2016).